# Tódzsó Hideki
Tódzsó Hideki (japánul: 東條 英機, nyugaton: Hideki Tōjō, kiejtéseⓘ) (Tokió,  1884. december 30. – Tokió ,1948. december 23.) a Japán Császári Hadsereg tábornoka, nacionalista politikus, Japán miniszterelnöke a második világháború éveiben. Vezetését a japán nacionalizmus és imperializmus nevében elkövetett széles körű állami erőszak jellemezte.

## Kormányzati pozíciókban
1940. július 22-én Tódzsó hadügyminiszter lett Konoe Fumimaro kormányában. Tisztségében a Japán, a náci Németország és a fasiszta Olaszország közötti háromhatalmi egyezmény elkötelezett híve volt és tovább folytatta a háborút Kínában.
Egy évvel később Japán megszállta az Indokínai-félsziget egy részét, amire válaszul a nyugati hatalmak olajembargót rendeltek el. Konoe miniszterelnök folytatni kívánta a tárgyalásokat, azok azonban októberre kudarcba fulladtak. A többi, háborúpárti vezető jelentősen korlátozta Konoe döntési lehetőségeit, ezért az október 16-án lemondott. Két nappal később Hirohito császár Tódzsót választotta utódául. Tódzsó kijelentette, hogy Japán nem lehet tétlen, mivel előbb-utóbb elfogy az olaj és így a hadigépezet le fog állni. December 7-én a kormány jóváhagyásával a Japán flotta csapást mért a Pearl Harborban állomásozó amerikai csapatokra, így az Egyesült Államok belépett a háborúba. Tódzsó népszerűsége nagyban függött a japán sikerektől, a katonai vereségek sorának hatására Tódzsó kénytelen volt sorban lemondani címeiről. Végül 1944-ben Hirohito császár lemondatta. Hirohito Koiszo Kuniakit nevezte ki utódjának.

## A tokiói per

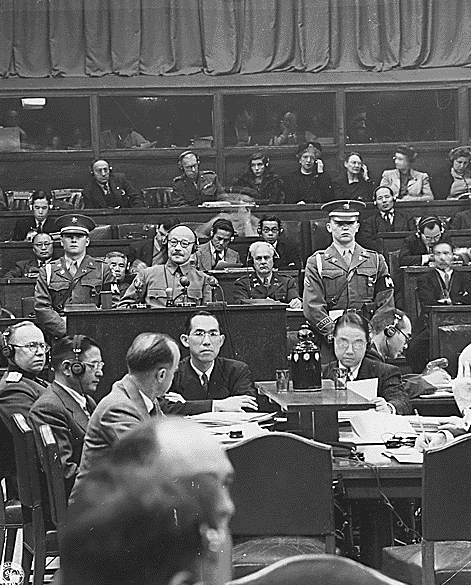
Tódzsó a tokiói per során

Japán feltétel nélküli megadása után Douglas MacArthur tábornok elfogatóparancsot adott ki több japán politikai és katonai vezető, köztük Tódzsó ellen is. 1945. szeptember 11-én, amikor az amerikai katonai rendészet körülzárta Tódzsó szetagajai házát, ő öngyilkossági kísérletet hajtott végre, pisztollyal mellbe lőtte magát. Azonban a lövedék nem találta el a szívét, gellert kapott és a gyomrát sértette fel. Orvosi segítséggel stabilizálták az állapotát, majd a sikertelen öngyilkossági kísérletet követően, letartóztatták és kórházba vitték. Felépülése után börtönbe szállították. A tokiói per során bűnösnek találták több vádpontban, 1948. november 12-én halálra ítélték, majd december 23-án felakasztották.